# Колумбија на Летњим олимпијским играма 2016.
Колумбија ће учествовати на Летњим олимпијским играма 2016. које ће се одржати у Рио де Жанеиру (Бразил) од 5. до 21. августа 2016. године. Биће то деветнаесто учешће колумбијских спортиста на Летњим олимпијским играма.
Колумбија ће представљати сто четрдесет седам спортиста у двадесет једном спорту.

## Освајачи медаља

### Злато
- Катерине Ибаргуен — Атлетика, троскок
- Маријана Пахон — Бициклизам, BMX
- Оскар Фигероа — Дизање тегова, до 62кг

### Сребро
- Јуберхен Мартинез — Бокс, до 49кг
- Јури Алвеар — Џудо, до 70кг

### Бронза
- Карлос Рамирез — Бициклизам, BMX
- Ингрит Валенсија — Бокс, до 51кг
- Луис Хавијер Москера — Дизање тегова, до 69кг

## Учесници по спортовима
| Спорт            | Мушкарци | Жене | Укупно |
| ---------------- | -------- | ---- | ------ |
| Атлетика         | 18       | 16   | 34     |
| Бициклизам       | 11       | 4    | 15     |
| Бокс             | 4        | 1    | 5      |
| Гимнастика       | 1        | 1    | 2      |
| Голф             | 0        | 1    | 1      |
| Дизање тегова    | 5        | 4    | 11     |
| Једрење          | 1        | 0    | 1      |
| Коњички спорт    | 2        | 0    | 2      |
| Мачевање         | 1        | 1    | 2      |
| Пливање          | 3        | 1    | 4      |
| Рагби седам      | 0        | 12   | 12     |
| Рвање            | 2        | 3    | 5      |
| Синхроно пливање | 0        | 2    | 2      |
| Скокови у воду   | 3        | 1    | 4      |
| Стони тенис      | 0        | 1    | 1      |
| Стреличарство    | 1        | 3    | 4      |
| Стрељаштво       | 1        | 0    | 1      |
| Теквондо         | 1        | 1    | 2      |
| Тенис            | 2        | 1    | 3      |
| Фудбал           | 18       | 18   | 36     |
| Џудо             | 0        | 2    | 2      |
| 17 спортова      | 74       | 73   | 147    |

## Атлетика
Колумбијски атлетичари квалификовали су се у следећим дисциплинама у складу са нормама Међународне атлетске федерације.
Мушкарци
- 200 м - Бернардо Балојес, Диего Паломеке
- 400 м - Дијего Паломеке
- 800 м - Рафит Родригез
- 3000 м препреке - Хералд Хиралдо
- Маратон - Дијего Колорадо, Јесид Орхуела, Андрес Руиз
- 20 км ходање - Естебан Сото, Ејдер Аревало, Луис Фернандо Лопез
- 50 км ходање - Луис Фернандо Лопез, Џејмс Рендон, Хосе Леонардо Монтања

Жене
- 100 м препоне - Лина Флорез, Бригит Мерлано
- 3000 м препреке - Муриел Кунео
- Маратон - Келис Ариас, Енђи Орхуела, Ерика Абрил
- 20 км ходање - Сандра Аренас, Сандра Галвис, Јесеида Кариљо
- Троскок - Катрин Ибаргвен, Јосири Урутија
- Бацање кугле - Сандра Лемос
- Бацање копља - Флор Руиз
- Седмобој - Евелис Агилар

## Бициклизам

### Друмски бициклизам
- Освојено је пет квота за мушку друмску трку, један од возача може да стартује у хронометарској трци

### Бициклизам на писти
- Спринт за мушкарце - 2 квоте
- Кеирин за мушкарце - 1 квота
- Омниум за мушкарце - 1 квота
- Спринт за жене - 1 квота
- Кеирин за жене - 1 квота

### Брдски бициклизам
- Крос-кантри за мушкарце - Хектор Паез

## Бокс
Мушкарци
- Папир - Јурберхен Мартинез
- Средња - Хорхе Вивас

Жене
- Мува - Ингрит Валенсија

## Гимнастика
- Вишебој за мушкарце - Хосимар Калво
- Вишебој за жене - Каталина Ескобар

## Дизање тегова
- Пет квота за мушкарце
- Четири квоте за жене

## Једрење
- Даска за мушкарце - Сантијаго Хриљо

## Коњички спорт
- Препонско јахање - 2 квоте

## Мачевање
- Мач за мушкарце - Хон Едисон Родригез
- Флорет за жене - Саскиа Гарсија

## Пливање
- 100 м и 200 м прсно - Хорхе Муриљо

## Рагби седам
- Женска репрезентација - 12 чланова

## Рвање
Мушкарци
- Грчко-римски стил до 75 кг - Карлоз Муњоз
- Слободни стил до 74 кг - Карлос Изкиердо

Жене
- Слободни стил до 48 кг - Каролина Катиљо
- Слободни стил до 58 кг - Ђакелин Рентериа
- Слободни стил до 75кг - Андреа Олаја

## Синхроно пливање
- Дует - Естефанија Алварез, Моника Аранго

## Скокови у воду
Мушкарци
- 3 м даска - Себастијан Моралес
- 10 м торањ - Себастијан Виља, Виктор Ортега

## Стони тенис
- Појединачно за жене - Лејди Руано

## Стреличарство
- Мушкарци појединачно - 1 квота
- Женски тим - 3 квоте (све стартују појединачно)

## Теквондо
Мушкарци
- до 58 кг - Оскар Муњоз

Жене
- до 57 кг - Дорис Патињо

## Фудбал
- Мушка репрезентација - 18 чланова
- Женска репрезентација - 18 чланова